# Scorpionidae
Scorpionidae é uma família de escorpiões, da classe Arachnida.

## Gêneros
Estão descritos 18 géneros:
- Aops Volschenk & Prendini, 2008
- Chersonesometrus Couzijn, 1978
- Deccanometrus Prendini & Loria, 2020
- Gigantometrus Couzijn, 1978
- Heterometrus Ehrenberg, 1828
- Javanimetrus Couzijn, 1978
- Opistophthalmus C. L. Koch, 1837
- Pandiborellius Rossi, 2015
- Pandinoides Fet, 1997
- Pandinops Birula, 1913
- Pandinopsis Vachon, 1974
- Pandinurus Fet, 1997
- Pandinus Thorell, 1876
- Pandipalpus Rossi, 2015
- Sahyadrimetrus Prendini & Loria, 2020
- Scorpio Linnaeus, 1758
- Srilankametrus Couzijn, 1981
- Urodacus Peters, 1861